# 林翰謙
林翰謙 Han-Chien Lin（1963年—）博士，台灣嘉義人，台灣國立嘉義大學木質材料與設計學系教授。2022年2月1日，接替艾群任國立嘉義大學第8任校長。

## 經歷
2010年取得日本九州大學博士學位，1997年進入嘉大擔任教職，教學服務迄今20餘載，曾任組長、系主任、學務長、主任秘書、研發長及農學院院長等校內行政職務。校外則有考試院公務人員、專門職業高普考命題兼閱卷委員。